# Булл-Веллі (Іллінойс)
Булл-Веллі (англ. Bull Valley) — селище (англ. village) в США, в окрузі Макгенрі штату Іллінойс. Населення — 1128 осіб (2020).

## Географія
Булл-Веллі розташований за координатами 42°19′24″ пн. ш. 88°21′39″ зх. д. / 42.32333° пн. ш. 88.36083° зх. д. (42.323396, -88.360936).  За даними Бюро перепису населення США в 2010 році селище мало площу 22,68 км², з яких 22,66 км² — суходіл та 0,03 км² — водойми. В 2017 році площа становила 24,11 км², з яких 24,08 км² — суходіл та 0,03 км² — водойми.

## Демографія
Згідно з переписом 2010 року, у селищі мешкало 1077 осіб у 433 домогосподарствах у складі 345 родин. Густота населення становила 47 осіб/км².  Було 460 помешкань (20/км²).
Расовий склад населення:
| - 94,2 % — білих - 2,9 % — азіатів - 0,8 % — чорних або афроамериканців - 0,1 % — корінних американців |

До двох чи більше рас належало 1,3 %. Частка іспаномовних становила 4,0 % від усіх жителів.
За віковим діапазоном населення розподілялося таким чином: 17,0 % — особи молодші 18 років, 62,5 % — особи у віці 18—64 років, 20,5 % — особи у віці 65 років та старші. Медіана віку мешканця становила 51,5 року. На 100 осіб жіночої статі у селищі припадало 105,5 чоловіків;  на 100 жінок у віці від 18 років та старших — 110,4 чоловіків також старших 18 років.
Середній дохід на одне домашнє господарство  становив 148 028 доларів США (медіана — 112 708), а середній дохід на одну сім'ю — 162 018 доларів (медіана — 128 750). Медіана доходів становила 101 429 доларів для чоловіків та 55 750 доларів для жінок. За межею бідності перебувало 4,4 % осіб, у тому числі 0,0 % дітей у віці до 18 років та 1,0 % осіб у віці 65 років та старших.
Цивільне працевлаштоване населення становило 494 особи. Основні галузі зайнятості: освіта, охорона здоров'я та соціальна допомога — 21,1 %, науковці, спеціалісти, менеджери — 19,2 %, виробництво — 14,0 %, фінанси, страхування та нерухомість — 12,6 %.